# Platysace saxatilis
Platysace saxatilis är en flockblommig växtart som beskrevs av Gregory John Keighery. Platysace saxatilis ingår i släktet Platysace och familjen flockblommiga växter. Inga underarter finns listade i Catalogue of Life.